# Dione (måne)
 For alternative betydninger, se Dione. (Se også artikler, som begynder med Dione)
Dione er planeten Saturns fjerdestørste måne: Den blev opdaget 21. marts 1684, af Giovanni Cassini, og har også betegnelsen Saturn IV. Den må ikke forveksles med småplaneten 106 Dione.

## Navngivning
Giovanni Cassini, der opdagede både denne måne og Iapetus, Rhea og Tethys, foreslog selv at kalde dem for Sidera Lodoicea ("Ludvigs stjerner") til ære for Ludvig 14. af Frankrig. Men i stedet blev det romertals-betegnelserne Saturn I til Saturn V der vandt udbredelse blandt astronomerne. Navnene på disse måner samt Enceladus og Mimas blev foreslået af John Herschel i hans publikation fra 1847; Results of Astronomical Observations made at the Cape of Good Hope. Hans navneforslag kommer fra den græske mytologi.

## Diones indre
Ligesom de øvrige Saturn-måner består Dione primært af is, men månens relativt høje massefylde tyder på at den må have et ikke ubetydeligt indhold af tungere stoffer, f.eks. klippemateriale. Titans massefylde er noget højere, men det skyldes Titans større masse, som presser dens inderste dele sammen.

## Diones overflade
Dione ligner på mange måder Rhea, om end Dione er kendeligt mindre: De har nogenlunde samme bestanddele og varierede terræn. Begge har bunden rotation omkring Saturn, og der er markante forskelle på den side der vender hhv. fremad og bagud i forhold til månens bevægelsesretning. Den side af Dione der vender "fremad", har en jævn, lys farve og talrige kratere, mens den "bagudvendte" side har et usædvanligt netværk af "tågede", lyse streger på en mørk baggrund: Disse streger var længe lidt af et mystrium, men rumsonden Cassinis billeder viste hvad tidligere billeder ikke var tilstrækkelig detaljerede til: Stregerne er talrige små lyse skrænter og kløfter af is, der på mindre detaljerede billeder ser utydelige eller "tågede" ud.
De største kratre er op til 100 kilometer i diameter, og disse store kratre findes primært i de områder hvor der i forvejen er flest kratre. I andre områder med færre kratre, er de enkelte kratre mindre end 30 kilometer. Som på Jupiter-månen Callisto er kratrene på Dione ikke helt så skarpe i konturerne som på Månen og Merkur, eftersom Diones is "synker sammen" efterhånden som årmillionerne går.